# 三重交流道 (台64線)
三重交流道，位於臺灣台64線的交流道，指標分別是14K跟16K，位於新北市三重區、五股區與新莊區交界處，於2011年2月1日通車，可通往三重區與新莊區，並可通往新北大道、疏洪西路及光復路。
|      | 東行    | 14 三重 | 三重 | 三重 |
| 西行 | 16 三重 | 新莊    | 新莊 |      |
| 西行 | 16 三重 | 三重    |      |      |

## 外部連結
- 台64線三重交流道示意圖 （页面存档备份，存于）（交通部公路總局）